# Latrie

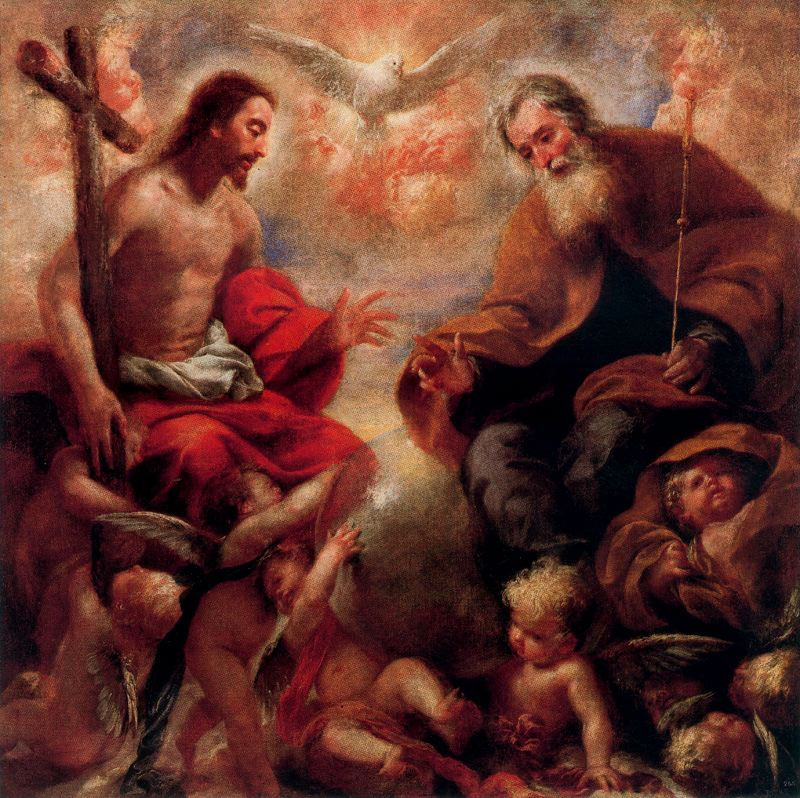
Peinture de 1630 appartenant au peintre italien Francesco Cairo. Elle représente la Très Sainte Trinité (Dieu le Père, Dieu le Fils et Dieu le Saint-Esprit).

La latrie (du grec λατρεία / latreia : culte, adoration) est un terme utilisé dans la théologie chrétienne, et plus particulièrement catholique, pour signifier l'adoration due exclusivement à la Sainte Trinité.